# Purkmistr

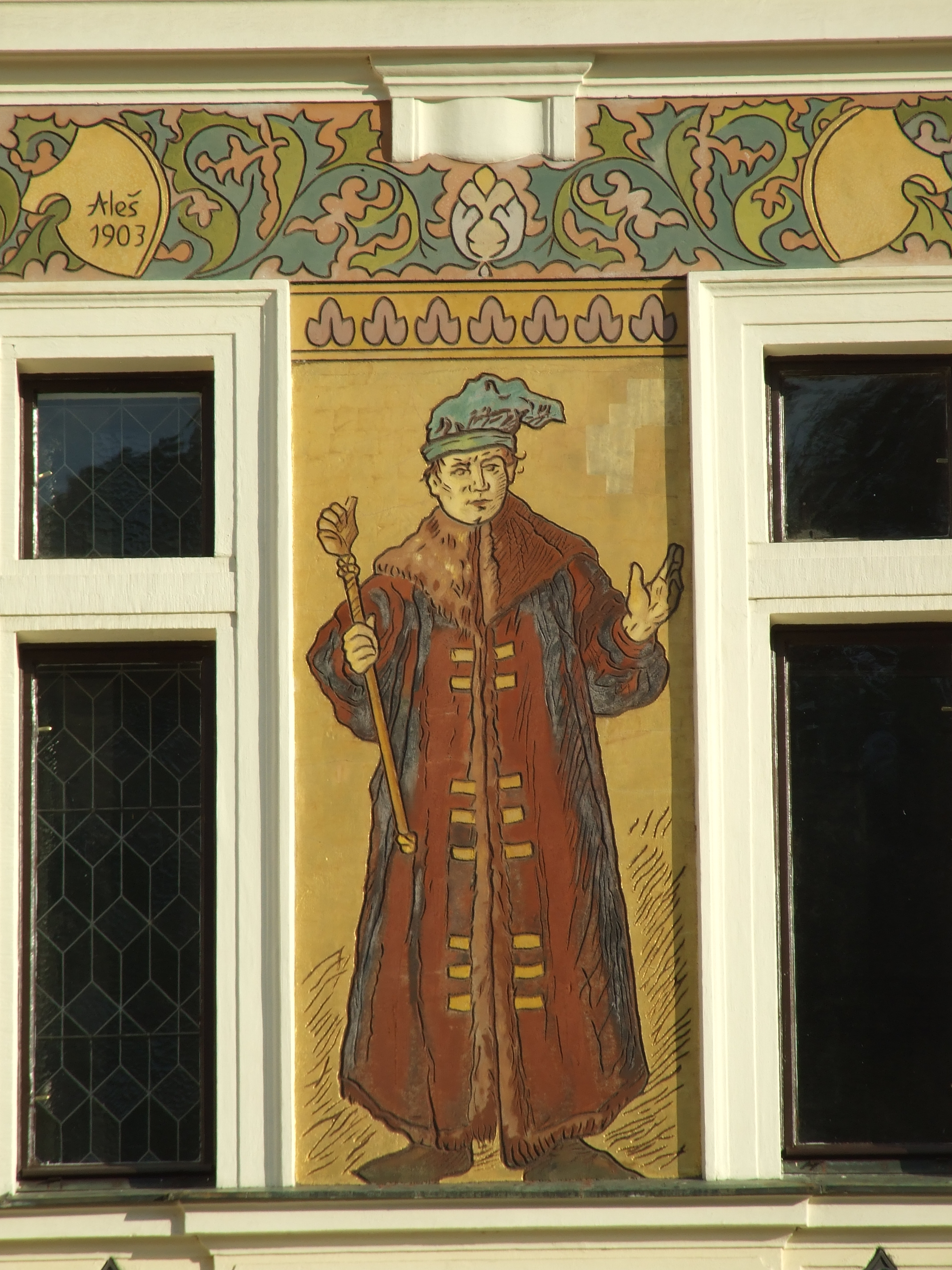
Sgrafito purkmistra na pseudorenesanční náchodské nové radnici

Purkmistr (někdy též pudmistr, z německého Bürgermeister, nebo měšťanosta) byl od 13. století starosta, původně předseda městské rady (sboru konšelů), protějšek rychtáře jako nejvyššího jmenovaného úředníka. Ve funkci purkmistra se konšelé zprvu střídali, později byl purkmistr volen a potvrzen vrchností. První purkmistr v roce se nazýval primas či primátor. V pozdním středověku se jeho pravomoci postupně rozšiřovaly, až funkci rychtáře z velké části převzal nebo dokonce nahradil. Od konce 15. století se městská samospráva pozvolna omezovala, až v 18. století byla nahrazena magistrátním úřadem se jmenovanými a placenými úředníky. Volená obecní zastupitelstva obnovil František Josef I. roku 1848.